# 1932 en hockey sur glace
Cette page présente les éléments de hockey sur glace de l'année 1932, que ce soit d'un point de vue rencontres internationales ou championnats nationaux. Les grandes dates des différentes compétitions sont données ainsi que les décès de personnalités du hockey mondial.

## Amérique du Nord

### Ligue nationale de hockey
- Les Maple Leafs de Toronto remportent la Coupe Stanley 1932.

## Europe

### Allemagne
- Le Berliner Schlittschuhclub remporte un 14e titre de champion d'Allemagne[1].

### France
- Coupe Magnus : Stade Français champion de France.

### Suisse
- HC Davos sacré champion de Suisse.

## International

### Jeux Olympiques
- Le Canada remporte une nouvelle médaille d'or. Cette fois, les canadiens ont dû faire face à une forte opposition des États-Unis : vainqueurs 2-1 en prolongation au premier match, ils remportent le titre après un match nul 2-2 conservé après 3 prolongations successives[2] !

### Championnat d'Europe
- 20 mars : la Suède remporte le championnat d'Europe devant l’Autriche.